# Ковали (Брагинский район)
Ковали (бел. Кавалі) — деревня в Бурковском сельсовете Брагинского района Гомельской области Белоруссии.

## География

### Расположение
В 13 км на запад от Брагина, 25 км от железнодорожной станции Хойники (на ветке Василевичи — Хойники от линии Калинковичи — Гомель), 123 км от Гомеля.

## Транспортная система
Транспортные связи по просёлочной, затем автомобильной дороге Брагин — Хойники. Планировка состоит из прямолинейной улицы, близкой к меридиональной ориентации, к которой с востока присоединяются 2 прямолинейные улицы. Жилые дома деревянные, усадебного типа.

## История
Известна с XIX века. В 1850 году владение графини Ракицкой. В 1931 году организован колхоз. В 1959 году в составе колхоза «Красная нива» (центр — деревня Бурки).

## Население

### Численность
- 2004 год — 58 хозяйств, 150 жителей

### Динамика
- 1850 год — 12 дворов
- 1908 год — 13 дворов, 115 жителей
- 1930 год — 37 дворов, 241 житель
- 1959 год — 312 жителей (согласно переписи)
- 2004 год — 58 хозяйств, 150 жителей

## Известные уроженцы
- Романюк Михаил Фёдорович — белорусский искусствовед, художник, этнограф, профессор